# Here I Am (Asking Alexandria)
Here I Am è un singolo del gruppo musicale britannico Asking Alexandria, pubblicato il 18 marzo 2016 come terzo estratto dal quarto album in studio The Black.

## Video musicale
Il video è stato pubblicato il 25 maggio 2016 attraverso il canale YouTube della Sumerian Records.

## Tracce
CD promozionale (Regno Unito, Stati Uniti)
1. Here I Am (Radio Edit) – 3:16

Download digitale
1. Here I Am – 4:19
2. Here I Am (Radio Edit) – 3:16

## Formazione
Gruppo
- Denis Stoff – voce
- Ben Bruce – chitarra solista, voce
- Cameron Liddell – chitarra
- Sam Bettley – basso
- James Cassells – batteria

Altri musicisti
- Joey Sturgis – pianoforte, sintetizzatore, orchestra, coro, programmazione, foley, sound design

Produzione
- Joey Sturgis – produzione, ingegneria del suono, missaggio, mastering
- Chuck Alkazian – registrazione e ingegneria parti di batteria
- Josh Karpowicz – assistenza tecnica parti di batteria
- Sam Graves – montaggio parti di batteria, ingegneria e montaggio parti di chitarra e basso, ingegneria parti vocali
- Joe Graves – ingegneria parti vocali
- Nick Matzkows – ingegneria parti vocali

## Classifiche
| Classifica (2016)             | Posizione massima |
| ----------------------------- | ----------------- |
| Stati Uniti (mainstream rock) | 11                |
| Stati Uniti (rock airplay)    | 35                |